# WrestleMania XII
WrestleMania XII est la douzième édition de la série évènementielle de catch (Lutte Professionnelle) à grand spectacle WrestleMania, présentée, organisée et produite par la World Wrestling Federation, et vidéo-diffusée selon le principe du paiement à la séance (pay-per-view). Cet évènement s'est déroulé le 31 mars 1996 en l'Arrowhead Pond d'Anaheim en Californie. 
Le logo de WrestleMania XII (ci-contre) est une parodie du logo de la 20th Century Fox.
En France, cet évènement fit l'objet d'une retransmission sur la chaine de télévision à péage Canal+, qui a coupé plusieurs matchs et plusieurs éléments auxiliaires de la soirée.

## Contexte
La plus grande attraction de ce WrestleMania était le match pour le Championnat de la WWF, match qui aura duré plus d'une heure. À l'écran, le président de la WWF du moment, Rowdy Roddy Piper, avait annoncé lors d'une édition de Monday Night RAW que le champion WWF d'alors, Bret The Hitman Hart, qui avait conservé le titre majeur face à Diesel lors de l'évènement WWF In Your House de février 1996, devra défendre le titre face au Heartbreak Kid, Shawn Michaels, qui a remporté le Royal Rumble 1996 et défait Owen Hart à In Your House pour pouvoir conserver son match de championnat à WrestleMania : ce duel aura lieu dans le tout premier "WWF Iron Man Match" de l'histoire, où le vainqueur sera celui qui aura effectué le plus grand nombre de tombés ou soumissions pendant le temps imparti (ici, une heure).
Le Main Event (match de tête d'affiche) était construit autour de l'envie du Hitman de conserver le WWF Championship contre Shawn Michaels, qui avait essuyé plusieurs revers l'année passée, avec une défaite lors de WrestleMania XI, après s'être fait aborder par une bande de voyous dans une boîte de nuit de Syracuse à New York, mais aussi avoir dû déclarer forfait pour le WWF Intercontinental Championship face à Dean Douglas lors de l'évènement In Your House d'octobre 1995, et enfin avoir été trahi par son ami de toujours Diesel lors d'un house show au Madison Square Garden.

## Résultats
C'est le seul WrestleMania à n'avoir organisé qu'un seul match de championnat (en excluant le match Free for All).
| #                                                          | Résultats | Stipulations                                              | Commentaires | Durée   |
| ---------------------------------------------------------- | --- | --------------------------------------------------------- | --- | ------- |
| Free for All match                                         | The Bodydonnas (Skip et Zip) (avec Sunny) battent les frères Godwinn (Henry et Phineas) (avec Hillbilly Jim)                                         | Match par équipe pour le vacant WWF Tag Team Championship | - Skip a effectué le tombé sur Phineas godwinn. - Ceci était enregistré avant le show. | 05:22   |
| 1                                                          | Camp Cornette (Vader, Owen Hart et le British Bulldog) (avec Jim Cornette) battent Yokozuna, Jake The Snake Roberts et Ahmed Johnson (avec Mr. Fuji) | Match par équipes de 3                                    | - Vader a effectué le tombé sur Roberts après une Vaderbomb. | 13:08   |
| 2                                                          | Stone Cold Steve Austin (avec The Million Dollar Man Ted DiBiase) bat Savio Vega                                                                     | Match simple                                              | - Austin a fait abandonner Vega sur le Million Dollar Dream après l'avoir frappé à de multiples reprises à l'aide du WWF Million Dollar Championship. | 10:05   |
| 3                                                          | The Ultimate Warrior bat Hunter Hearst Helmsley | Match simple                                              | - Le Warrior a no-sell le Pedigree de HHH, causant une animosité en coulisses entre les deux. | 01:39   |
| 4                                                          | L'Undertaker (avec Paul Bearer) bat Diesel | Match simple                                              | - Undertaker a effectué le tombé sur Diesel après un Tombstone Piledriver. - Pendant le match Taker a reçu deux Jacknife PowerBomb. - Ce match amena la série d'invincibilité de l'Undertaker à WrestleMania, à 5-0. | 16:46   |
| 5                                                          | Rowdy Roddy Piper bat Goldust (avec Marlena) | "Hollywood Backlot Brawl"                                 | - Le match prit fin quand Goldust prit la fuite après s'être fait retirer ses vêtements (révélant ainsi un ensemble de lingerie féminine qu'il portait) en compagnie de Marlena. | 26:47   |
| 6                                                          | The Heartbreak Kid Shawn Michaels (avec Jose Lothario) bat Bret The Hitman Hart (c)                                                                  | Iron Man match pour le WWF Championship                   | - L'entrée de Shawn Michaels avec une tyrolienne fait partie des meilleures entrées de l'histoire de WrestleMania. Elle ne sera rééditée que 12 ans plus tard, à WrestleMania 25. - Le match s'est terminé sur un nul 0-0, et s'est poursuit sur les règles de la mort subite avec la victoire de Michaels à la suite de deux Sweet Chin Music consécutifs. - Ce match est le plus long match de l'histoire de WrestleMania. - Selon le magazine "Planete Catch", il s'agit du meilleur match de l'histoire de WrestleMania.[réf. nécessaire] | 1:01:52 |
| (c) désigne le champion défendant son titre dans le match. | |                                                           | |         |